# William Frank
William Gottlieb Frank (Besigheim, 1º dicembre 1878 – New York, 31 marzo 1965) è stato un maratoneta e mezzofondista statunitense.
Nel 1906 prese parte ai Giochi olimpici intermedi conquistando la medaglia di bronzo nella maratona. Nella vita svolgeva la professione agente di polizia assegnato al New York City Police Department.

## Palmarès
| Anno | Manifestazione            | Sede  | Evento   | Risultato | Prestazione | Note                          |
| ---- | ------------------------- | ----- | -------- | --------- | ----------- | ----------------------------- |
| 1906 | Giochi olimpici intermedi | Atene | 5 miglia | finale    | n/d         |                               |
| 1906 | Giochi olimpici intermedi | Atene | Maratona | Bronzo    | 3h00'46"8   | Miglior prestazione personale |